# Ондалснес
Ондалснес (норв. Åndalsnes) је насељено место у Норвешкој у округу Мере ог Ромсдал. Има статус града од 1996.